# Synagoge (Eberbach)

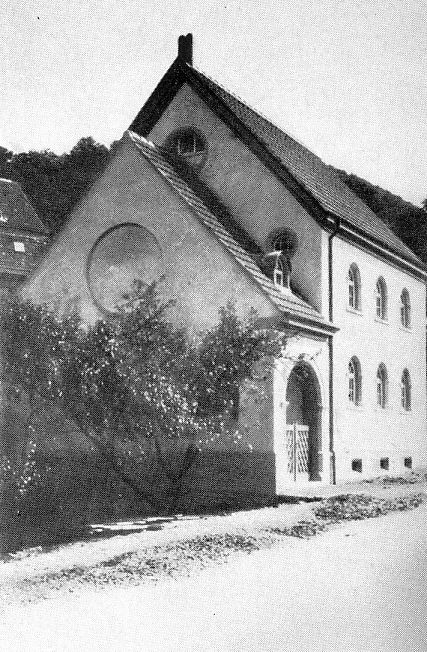
Synagoge in Eberbach, 1913

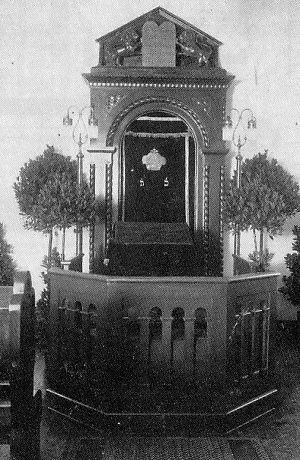
Innenansicht mit Toraschrein

Die Synagoge in Eberbach, einer  Stadt im Rhein-Neckar-Kreis im nördlichen Baden-Württemberg, wurde 1912/13 errichtet. Die Synagoge befand sich an der heutigen Einmündung der Adolf-Knecht-Straße in die 1951 angelegte Brückenstraße.

## Geschichte
Am 19./20. September 1913 fand die feierliche Einweihung der Synagoge mit zahlreichen Vertretern der Behörden und der Kirchen statt. Der Bezirksrabbiner Leopold Löwenstein nahm die Einweihung vor. Bürgermeister John Gustav Weiss erklärte in seiner Ansprach, dass die städtischen Behörden „in strengster Neutralität“ auch das neue jüdische Gotteshaus in ihren Schutz nähmen und wünschte der jüdischen Gemeinde ein ferneres Wachsen, Blühen und Gedeihen. Die Stadt Eberbach hatte einen Zuschuss von 800 Mark für den Bau der Synagoge gegeben. 
Beim Novemberpogrom 1938 wurde die Synagoge durch die Ortsgruppe 12/32 der SS niedergebrannt.  Schriften, Gebetbücher und Torarollen wurden von der Polizei ins Rathaus gebracht. Die Feuerwehr sicherte nach der Inbrandsetzung die angrenzenden Gebäude. Die Stadt Eberbach stellte, einer staatlichen Vorgabe folgend, der jüdischen Gemeinde die Kosten für Aufräumarbeiten in Höhe von 1576,70 Reichsmark in Rechnung. Der Preis für das Synagogengrundstück von 576 Reichsmark wurde davon abgezogen.   
Am 9. November 2013 wurde im Beisein von Rabbiner Shaul Friberg aus Heidelberg ein neu erstelltes Mahnmal eingeweiht. Es besteht aus einem Sandsteinblock, auf dem dachförmig Bronzereliefs montiert sind. Ebenso sind Texttafeln und Namenslisten angebracht.